# Ezra Fieremans
Ezra Fieremans (ur. 29 marca 1994 w Gandawie) – belgijski aktor filmowy i telewizyjny. Od najmłodszych lat występował jako aktor dziecięcy w teatrach. Później grał w największych belgijskich teatrach i poszerzył swoją karierę w Holandii. Od 2012 zaczął występować w filmie i telewizji. Ezra jest również wytrenowanym tancerzem.

## Filmografia
- 2012: Kus me zachtjes jako Jasper
- 2012: Early Birds jako przyjaciel Simona
- 2015: Volg mij
- 2015: Soirée à la Girafe jako Belfiore
- 2015: Café Derby jako Dimitri
- 2017: Boys on Film 16: Possession jako Jasper
- 2017: Boys on Film 17: Love is the Drug jako Jasper
- 2018: Alienista jako Ernestine